# Birger Hagård
Anders Birger Hagård, född 22 december 1932 i Borås församling, Älvsborgs län, död 13 december 2013 i Vadstena församling, Östergötlands län, var en svensk politiker (moderat) och filosofie doktor, som var riksdagsledamot 1982–1998 för Östergötlands läns valkrets.

## Biografi
Birger Hagård föddes 1932 i Borås. Han var son till lasarettssysslomannen Alarik Hagård och folkskollärarinnan Alice Petrea Ahlström. Hagård avlade 1951 studentexamen i Borås och var från 1954 till 1955 journalistvolontär vid Borås tidning. Han avlade filosofie kandidatexamen vid Stockholms högskola och var från 1955 till 1959 sekreterare i Forum för borgerlig debatt. Under tiden som sekreterare var han även från 1956 till 1958 sekreterare och redaktör vid Svensk Linje.
Han var förbundsordförande för Högerns ungdomsförbund 1963–1965, redaktör för Svensk Linje 1957–1958. Vid sidan om sitt engagemang i Moderaterna var Hagård även medlem i Demokratisk Allians, Baltiska kommittén och den svenska sektionen av World Anti-Communist League, för vilken han var ordförande mellan 1984 och 1988. Hagård skrev även i den antikommunistiska tidningen Operation Sverige.